# Berżeniki
Berżeniki (lit. Beržininkai) – wieś w okręgu uciańskim, w rejonie ignalińskim w gminie Dukszy. 

## Historia
W czasach zaborów w gminie Dukszty, w powiecie nowoaleksandrowskim, w guberni wileńskiej Imperium Rosyjskiego.
W dwudziestoleciu międzywojennym wieś i majątek leżał w Polsce, w województwie nowogródzkim (od 1926 w województwie wileńskim), w powiecie brasławskim (od 1926 w powiecie święciańskim), w gminie Dryświaty a następnie w gminie Dukszty.
Według Powszechnego Spisu Ludności z 1921 roku zamieszkiwało:
- wieś – 68 osób, wszystkie były wyznania rzymskokatolickiego. Jednocześnie 13 mieszkańców zadeklarowało polską przynależność narodową a 35 litewską. Było tu 11 budynków mieszkalnych[3]. W 1931 zamieszkiwało tu 75 osób w 13 budynkach[4].
- majątek – 43 osoby, wszystkie były wyznania rzymskokatolickiego. Jednocześnie 23 mieszkańców zadeklarowało polską przynależność narodową a 20 litewską. Było tu 8 budynków mieszkalnych[3]. W 1931 zamieszkiwało tu 38 osób w 5 budynkach[4].

Miejscowość należała do parafii rzymskokatolickiej w Duksztach. Podlegała pod Sąd Grodzki w Święcianach i Okręgowy w Wilnie; właściwy urząd pocztowy mieścił się w m. Duksztach.
Przed wojną mieszkała tam Helena Stankiewicz – Pani na Berżenikach. Wcześniej w folwarku Raj profesor Adam Hrebnicki-Doktorowicz wyhodował odmiany jabłek Malinówka Berżenicka i Ananas Berżenicki.